# Montech
 Montech  es una población y comuna francesa, en la región de Mediodía-Pirineos, departamento de Tarn y Garona, en el distrito de Montauban y cantón de Montech.

## Demografía
| 2467 | 2538 | 2596 | 2775 | 3091 | 3491 |
| Para los censos de 1962 a 1999 la población legal corresponde a la población sin duplicidades (Fuente: INSEE [Consultar]) |      |      |      |      |      |

## Personajes ilustres
- André Abbal (1876-1953), escultor nacido en Montech.

## Monumentos

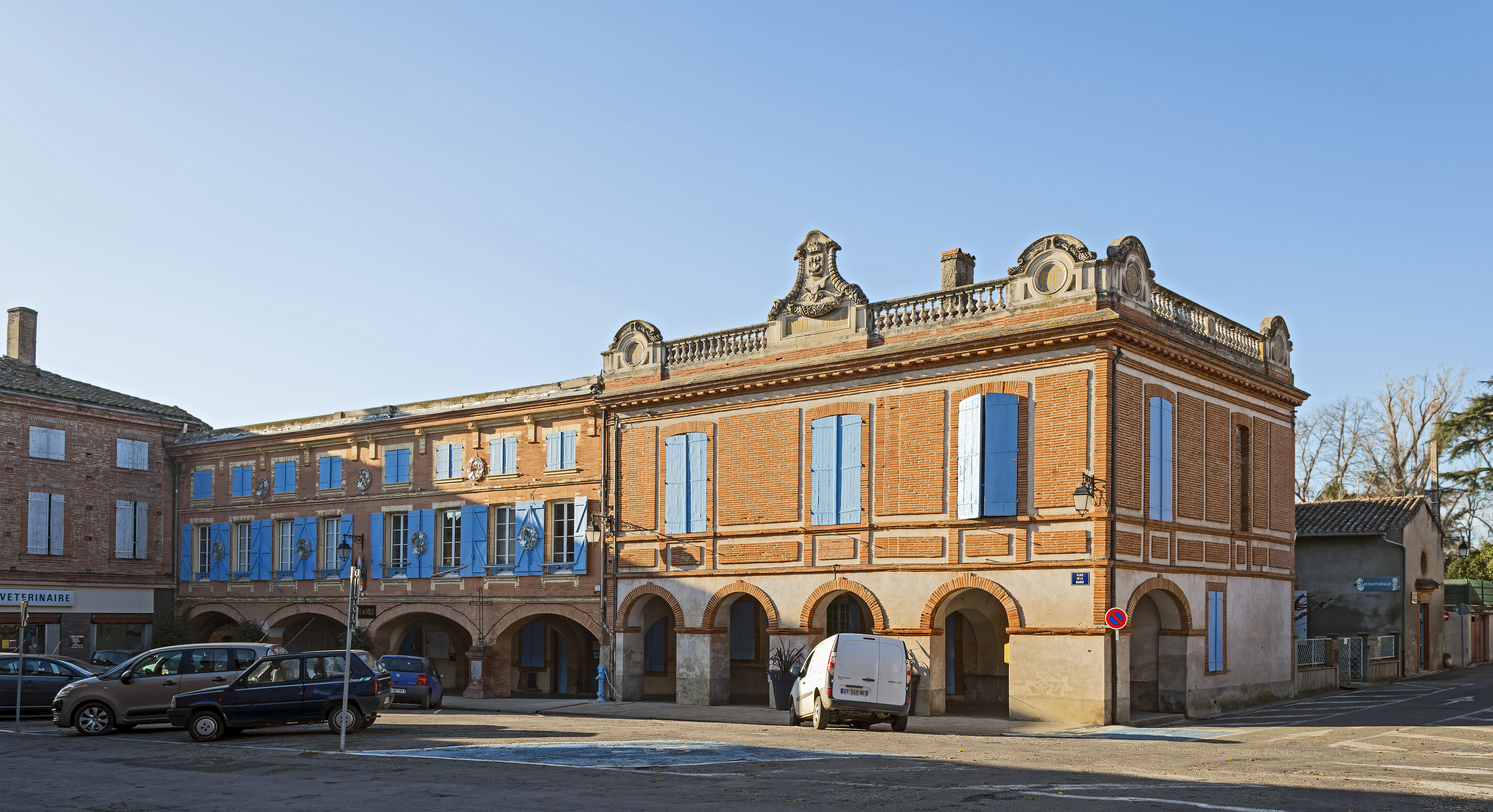
Ayuntamiento
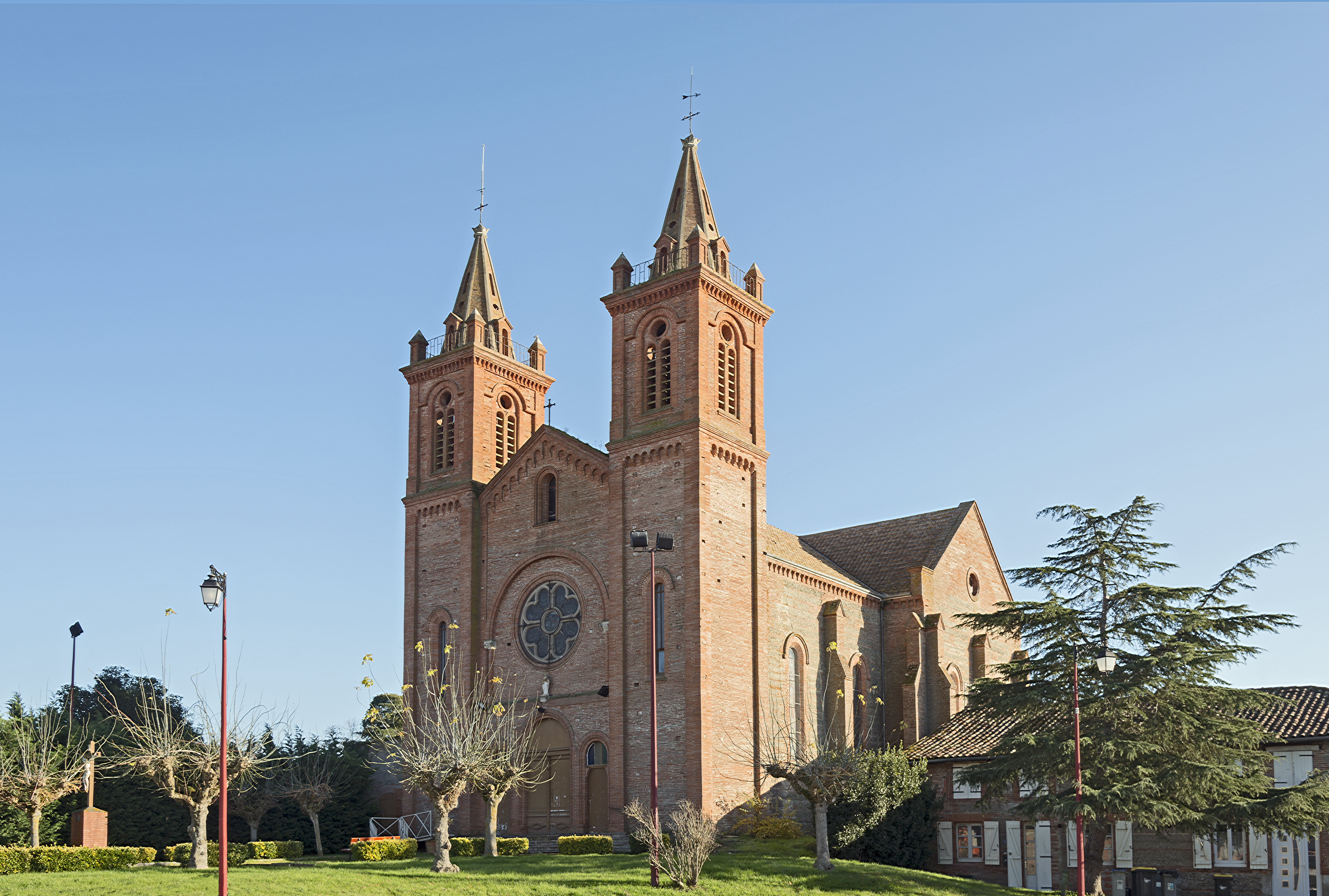
La iglesia Nuestra Señora de Feuillade '
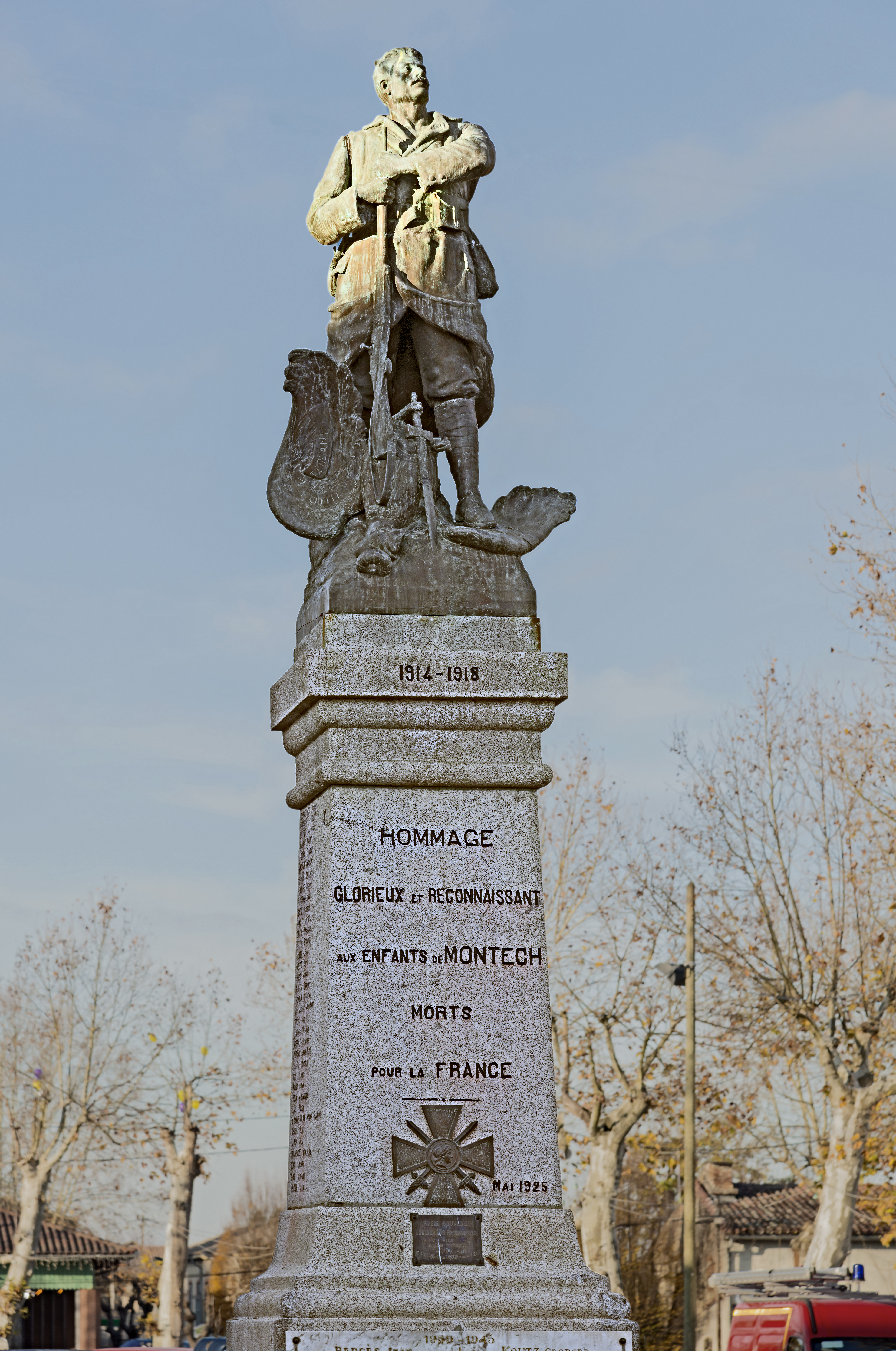
El monumento de la guerra
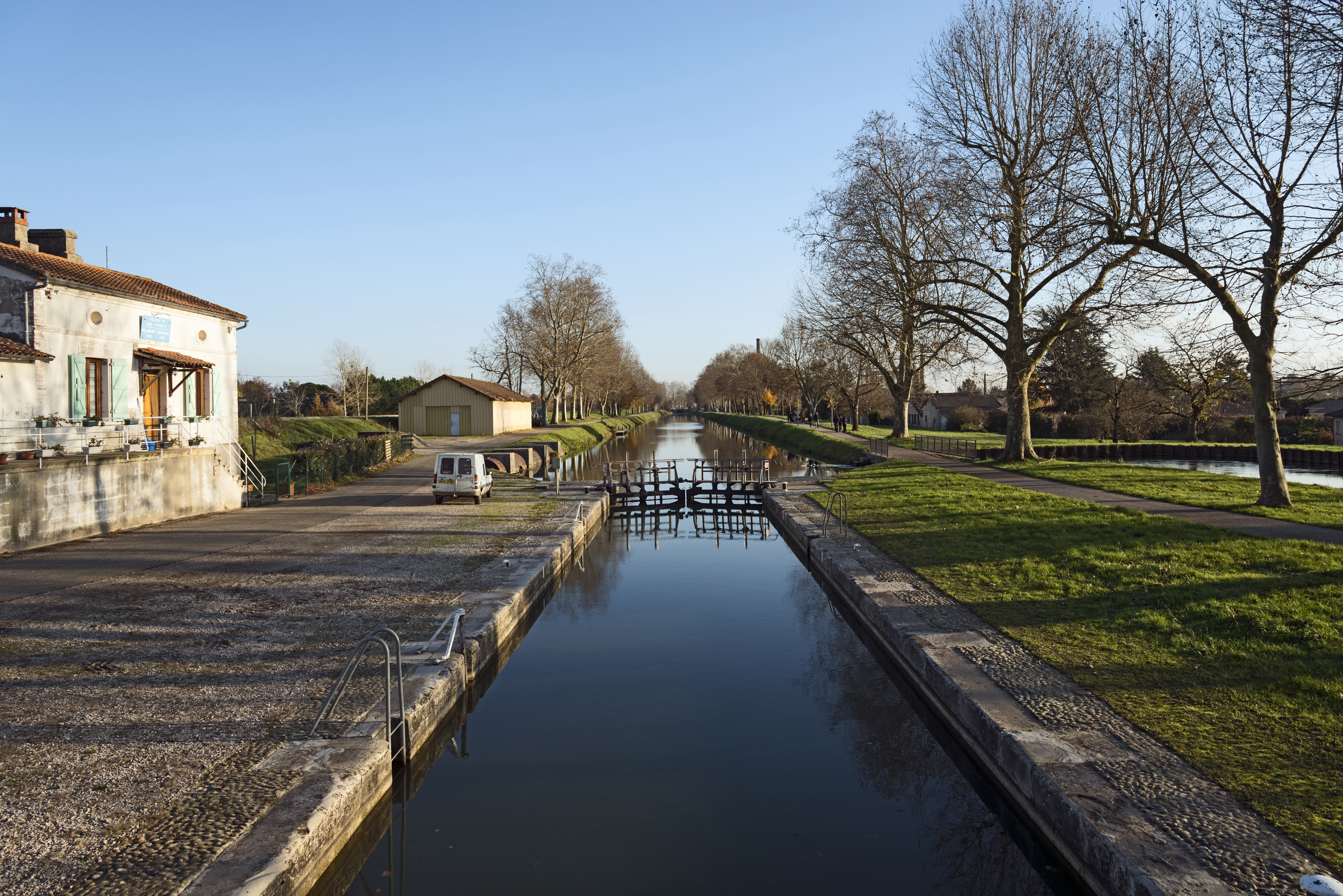
Esclusas del Canal de Peyrets
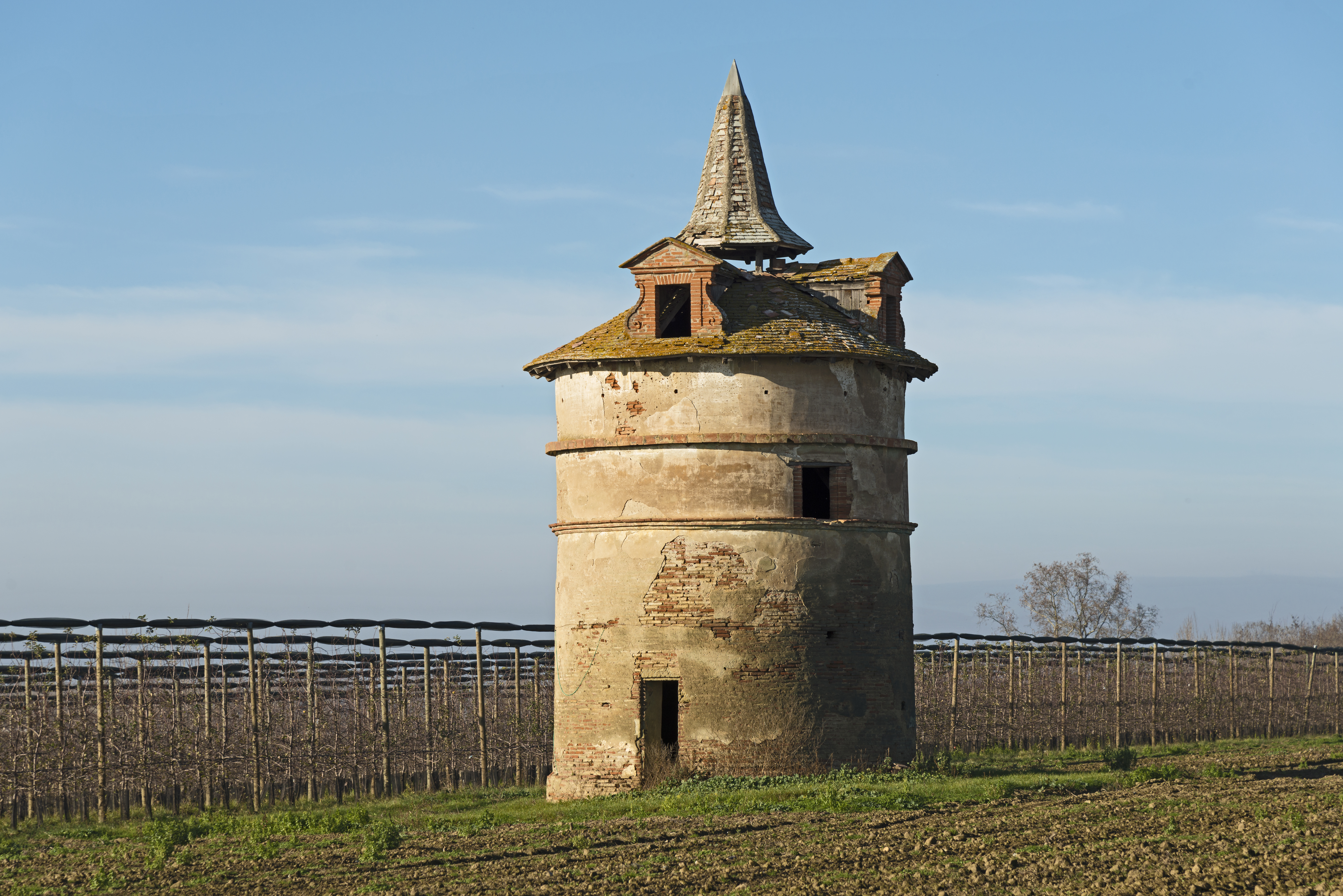
El palomar de San Cry